# Emerson Pereira
Pour les articles homonymes, voir Emerson et Pereira.
Emerson Pereira da Silva, né le 21 août 1973 à São Paulo, est un footballeur brésilien évoluant au poste de milieu de terrain.

## Biographie
Avec la sélection brésilienne des moins de 20 ans, il participe à la Coupe du monde des moins de 20 ans 1993 organisée en Australie. Lors du mondial junior, il joue cinq matchs. Le Brésil remporte la compétition en battant le Ghana en finale. 
Emerson Pereira joue deux matchs en Serie A italienne avec le club de Perugia lors de la saison 1998-1999.
Il joue également 22 matchs en Copa Libertadores, inscrivant deux buts. Il est demi-finaliste de cette compétition en 1997 avec l'équipe de Colo-Colo. Il est l'auteur d'un but contre le Barcelona Sporting Club en avril 1998 avec Colo-Colo, puis inscrit un autre but contre The Strongest La Paz en mars 2006 avec l'Unión Española.

## Palmarès
- Coupe du monde des moins de 20 ans (1)
  - Vainqueur : 1993

- Championnat du Chili (3)
  - Vainqueur : 1996, Cl. 1997, 1998